# El disco de oro
El disco de oro es un álbum recopilatorio de éxitos donde las intervenciones de César Concepción, Lola Flores, Vicentico Valdés, Bobby Capó ejecutan diversos números de ritmos latinoamericanos, grabado en 1957. Es el noveno long play compilado donde incluyen cinco números de la Sonora Matancera incluidos en anteriores producciones.

## Lista de canciones
1. Maringá *
2. ¿Quién será? *
3. Besos de fuego
4. Mambo en España
5. La Múcura
6. Pa' Salinas
7. Espérame en el cielo
8. Plazos traicioneros
9. Ay!, cosita linda *
10. Burundanga *
11. Aunque me cueste la vida *
12. Limosna de amores

(*) Interpretados con la Sonora Matancera
- Datos: Q5821753